# André Franquin
André Franquin (n. 3 ianuarie 1924, Etterbeek, Comunitatea Francofonă din Belgia⁠(d), Belgia – d. 5 ianuarie 1997, Saint-Laurent-du-Var, Provence-Alpes-Côte d'Azur, Franța) a fost un artist de benzi desenate belgian influent, ale cărui creații cele mai cunoscute sunt Gaston și Marsupilami. De asemenea, a produs benzile desenate Spirou et Fantasio din 1946 până în 1968, o perioadă văzută de mulți drept era de aur a seriei de benzi desenate. Aventurile din Spirou & Fantasio au loc în țara fictivă sud-americană Palombia‎‎.